# Tityus valerae
Espèce
Tityus valerae est une espèce de scorpions de la famille des Buthidae.

## Distribution
Cette espèce est endémique de l'État de Trujillo au Venezuela. Elle se rencontre vers Valera.

## Étymologie
Son nom d'espèce lui a été donné en référence au lieu de sa découverte, Valera.

## Publication originale
- Scorza, 1954 : « Dos ospecies nuevas dc alacranes de Venezuela. » Novedades Cientificas Museo de Historia Natural La Salle, Serie Zoologica, no 12, p. 1-11.